# 1056 (numero)
Millecinquantasei (1056) è il numero naturale dopo il 1055 e prima del 1057.

## Proprietà matematiche
- È un numero pari.
- È un numero composto da 24 divisori: 1, 2, 3, 4, 6, 8, 11, 12, 16, 22, 24, 32, 33, 44, 48, 66, 88, 96, 132, 176, 264, 352, 528, 1056. Poiché la somma dei suoi divisori (escluso il numero stesso) è 1968 > 1056, è un numero abbondante.
- È un numero semiperfetto in quanto pari alla somma di alcuni (o tutti) i suoi divisori.
- È un numero rifattorizzabile in quanto divisibile per il numero dei propri divisori.
- È un numero di Harshad nel sistema numerico decimale, cioè è divisibile per la somma delle sue cifre.
- È un numero oblungo, ovvero della forma n(n+1).
- È un numero 21-gonale.
- È un numero pratico.
- È un numero congruente.
- È un numero malvagio.
- È parte delle terne pitagoriche (92, 1056, 1060), (308, 1056, 1100), (342, 1056, 1110), (405, 1056, 1131), (440, 1056, 1144), (680, 1056, 1256), (792, 1056, 1320), (833, 1056, 1345), (910, 1056, 1394), (1056, 1210, 1606), (1056, 1260, 1644), (1056, 1408, 1760), (1056, 1792, 2080), (1056, 1980, 2244), (1056, 2050, 2306), (1056, 2183, 2425), (1056, 2717, 2915), (1056, 2808, 3000), (1056, 3080, 3256), (1056, 3800, 3944), (1056, 4158, 4290), (1056, 4292, 4420), (1056, 5760, 5856), (1056, 6292, 6380), (1056, 7708, 7780), (1056, 8415, 8481), (1056, 8680, 8744), (1056, 11592, 11640), (1056, 12650, 12694), (1056, 15470, 15506), (1056, 17408, 17440), (1056, 23220, 23244), (1056, 25333, 25355), (1056, 30967, 30985), (1056, 34840, 34856), (1056, 46458, 46470), (1056, 69692, 69700), (1056, 92925, 92931), (1056, 139390, 139394), (1056, 278783, 278785).

## Astronomia
- 1056 Azalea è un asteroide della fascia principale del sistema solare.
- NGC 1056 è una galassia nella costellazione dell'Ariete.

## Astronautica
- Cosmos 1056 è un satellite artificiale russo.